# 음양도 (영화)
"음양도"(陰陽刀)는 한국에서 제작된 하몽화 감독의 1971년 영화이다. 진봉진 등이 주연으로 출연하였고 신상옥 등이 제작에 참여하였다.

## 출연

### 주연
- 진봉진
- 박지연